# نصب ديفيد بيرغر التذكاري الوطني
نصب ديفيد بيرغر التذكاري الوطني لتكريم ديفيد مارك بيرغر وهو لاعب رفع أثقال إسرائيلي الجنسية أمريكي المولد يبلغ من العمر 28 عاما وهو واحد من 11 رياضيا إسرائيليا قتلهم مسلحون فلسطينيون تابعون لمنظمة أيلول الأسود في عملية ميونيخ في دورة الألعاب الأولمبية الصيفية 1972 في ميونيخ. يكرس النصب التذكاري لذكرى الرياضيين العشرة الآخرين الذين قتلوا.
أما النحت الصلب الأسود وهو تصميم الحلقات الأولمبية مكسورة فيتمثل في رمز انقطاع ألعاب ميونيخ بالأحداث المأساوية والأجزاء الأحد عشر التي تمثل الحلقات فيها كل رياضي تم أخذ حياته. تم تصنيع النحت من قبل الروماني المولود ديفيد ديفيس.
تم تثبيت النحت على الحديقة الأمامية لمركز مايفيلد اليهودي في 3505 طريق مايفيلد في كليفلاند هايتس في ولاية أوهايو في عام 1975. أذن تسميته في 5 مارس 1980. بسبب هدم مركز مايفيلد في عام 2005 تم نقل النصب التذكاري إلى مركز ماندل اليهودي في 26001 طريق ساوث وودلاند في بيتشوود في أوهايو. على الرغم من أن رسميا تحت سلطة حديقة كوياهوغا وادي الوطنية يتم التعامل مع صيانة النصب التذكاري من قبل مركز المجتمع.